# Hervormde kerk (Made)

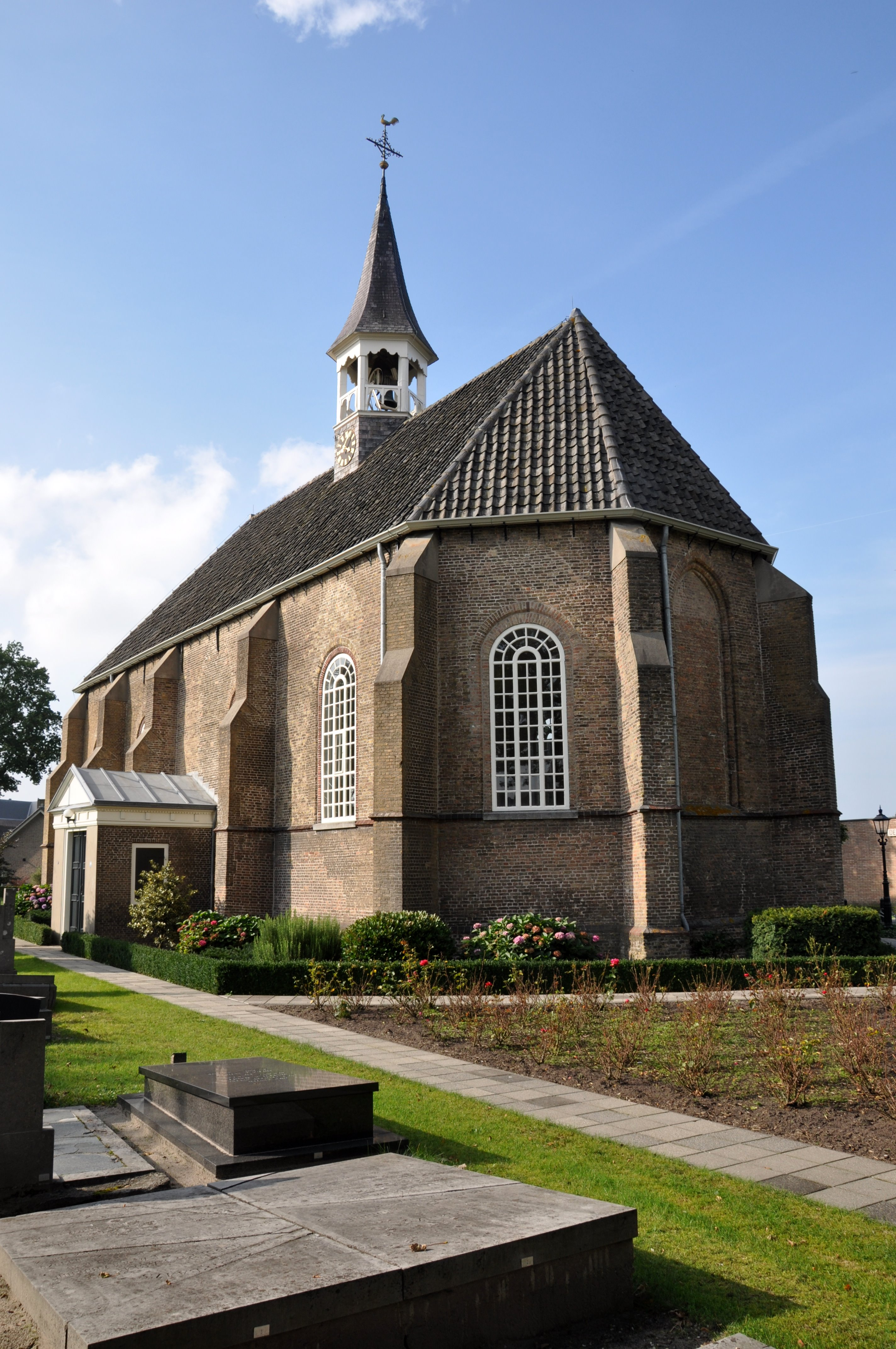
Hervormde kerk van Made

De Hervormde kerk van Made is een van oorsprong laatgotisch kerkgebouw aan de Patronaatstraat 27.

## Geschiedenis

### Stichting
In 1511 werd door het kapittel van Geertruidenberg toestemming gegeven om een kapel te bouwen. Deze was aanvankelijk gewijd aan de Heilige Maria, maar al spoedig aan de Heilige Adrianus. De kapel was echter geen volwaardige parochiekerk, maar een dochterkerk van de Geertruidenbergse Geertruidskerk. Zo mocht er niet gedoopt worden.

### Tot de Franse tijd
Weldra begon de Tachtigjarige Oorlog, en de kerk werd door oorlogshandelingen beschadigd. Bovendien werd in 1573 de uitoefening van de katholieke godsdienst verboden. Er waren echter nog geen officiële predikanten voorhanden. Uitgetreden monniken namen de diensten waar, zoals Gillis van Couwenberg die van 1580-1589 onder meer in de kerk van Made gepreekt heeft. Daarna raakte deze kerk buiten gebruik. In 1593 was het Laurentius Baltheus van den Berg die als onwettige predikant tot 1607 regelmatig heeft gepreekt. Dan was er nog Johannes Gosiunus, die geschorst was in Hooge en Lage Zwaluwe en mogelijk nog tot 1609 half-illegaal in Made heeft gepreekt. Aldus kwam er een verzoek om een officiële predikant aan te stellen: Ende om te verstaan wat ordre opte kerkendienst van der Made ende Drimmelen alderbest zoude mogen worden gestelt, hebben den voors. schout en burgemeesters geadviseert dat het alderbekwaamst zoude zijn, dan men eenen dienaar stelde op  het dorp van der Made vorseijt, die niet alleenlijk den dorp van Drimmelen voornoemt soude mogen bedienen, maar ook sustenseren der kerkedienst binnen der voorsc. stede van Geertruidenberg overmits den dienst voor den dienaar aldaar zwaar vallende is. De gewenste officiële predikant kwam in 1610. Het was Lothus Jansz van Ilpendam. Deze werd echter in 1616 ontslagen om reden van zwakheid en melancholie. Vervolgens kwam er een aangesloten reeks reguliere predikanten. De hervormde gemeente bleef echter klein, en bestond voornamelijk uit notabelen. In 1773 waren er slechts 39 belijdende leden.
Vanaf 1768 werden er pogingen ondernomen om de kerk te restaureren, daar ze in verval was geraakt. Er was echter geen geld. In 1778 begon men alsnog met de werkzaamheden, waarbij de kerk werd verkleind: Het transept werd gesloopt en ook de westzijde van het schip werd verkleind. Slechts het koor en twee traveeën bleven bestaan. Er kwam een torentje op het midden van het dak. Ook het interieur van de kerk werd vernieuwd.

### Vanaf de Franse tijd
In 1795 was er weer godsdienstvrijheid. De katholieken eisten hun kerk terug. Dat gebeurde ook en de protestanten moesten in een leegstaand schoolgebouw kerken. In 1805 konden zij echter het kerkje weer terugkopen. De katholieken kerkten voortaan weer in hun schuurkerk, maar mochten gebruikmaken van de begraafplaats en ook mocht dan de klok van de -nu weer hervormde- kerk worden geluid. De pastoor verbood het de katholieke klokkenluider echter om in een protestantse kerk te komen. Daarom werd een deel van de kerk met een schot afgeschermd, en kon de klokkenluider via een speciaal deurtje tóch binnenkomen, zonder zich in de kerk te begeven...
In 1858 werd de protestantse gemeente van Made losgemaakt van die van Drimmelen. In 1905 werd een restauratie uitgevoerd en daarbij stuitten graafwerkzaamheden nog op de resten van een kazuifel. De grafstenen werden door plavuizen vervangen. In 1952 werd de in 1944 opgelopen oorlogsschade hersteld. In 1981 vonden opnieuw restauratiewerkzaamheden plaats en verdween ook het houten schot achter in de kerk.

## Interieur
De kerk bezit een doophek uit 1657, een kansel uit het einde van de 18e eeuw, twee 17e-eeuwse kroonluchters en een orgelkast uit 1776, vervaardigd door De la Haye uit Antwerpen. In 1824 werd het Van Peteghem-orgel uit de katholieke kerk te Zundert gekocht.